# Биллунги

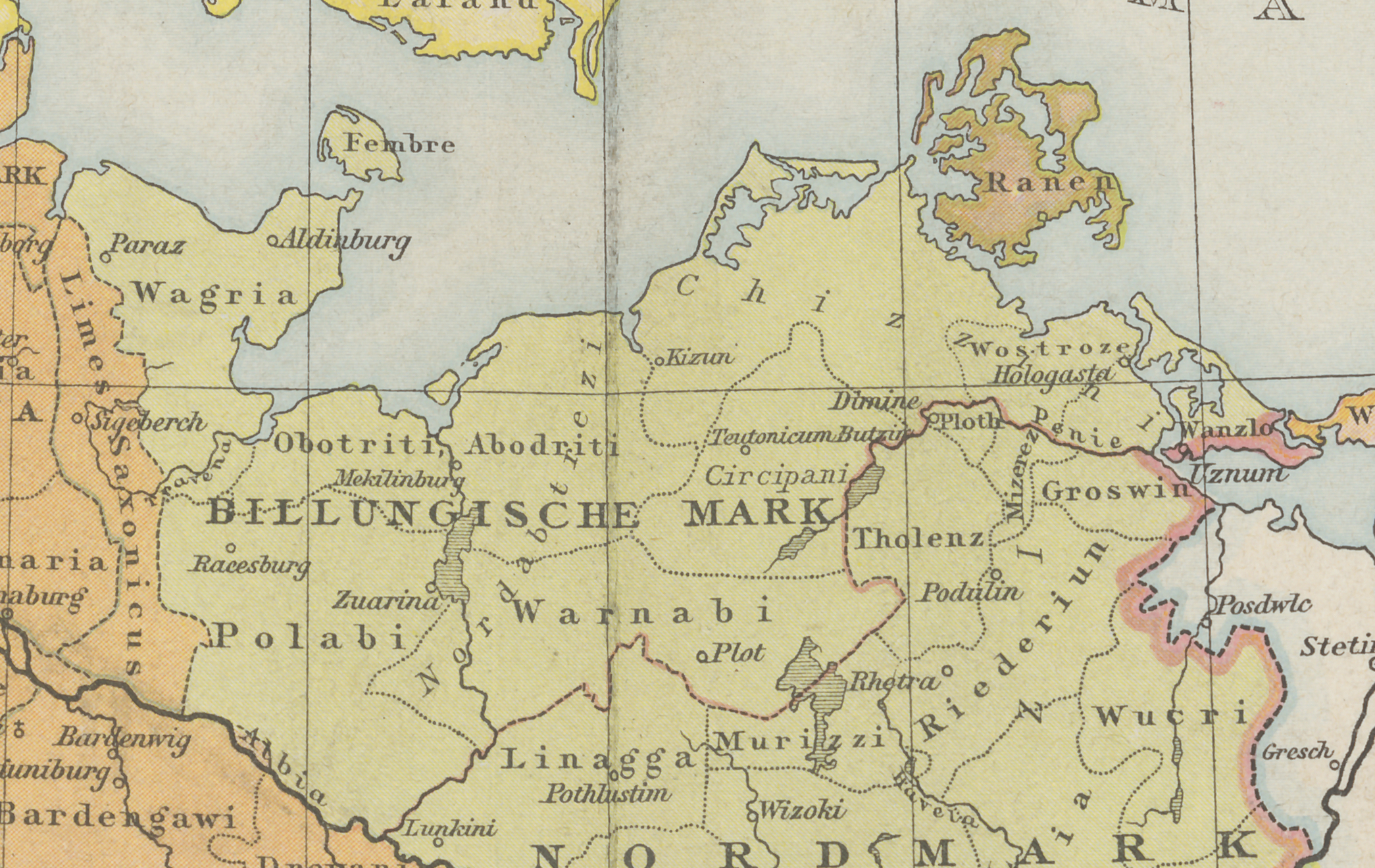
Марка Биллунгов около 1000 г., обведена красным

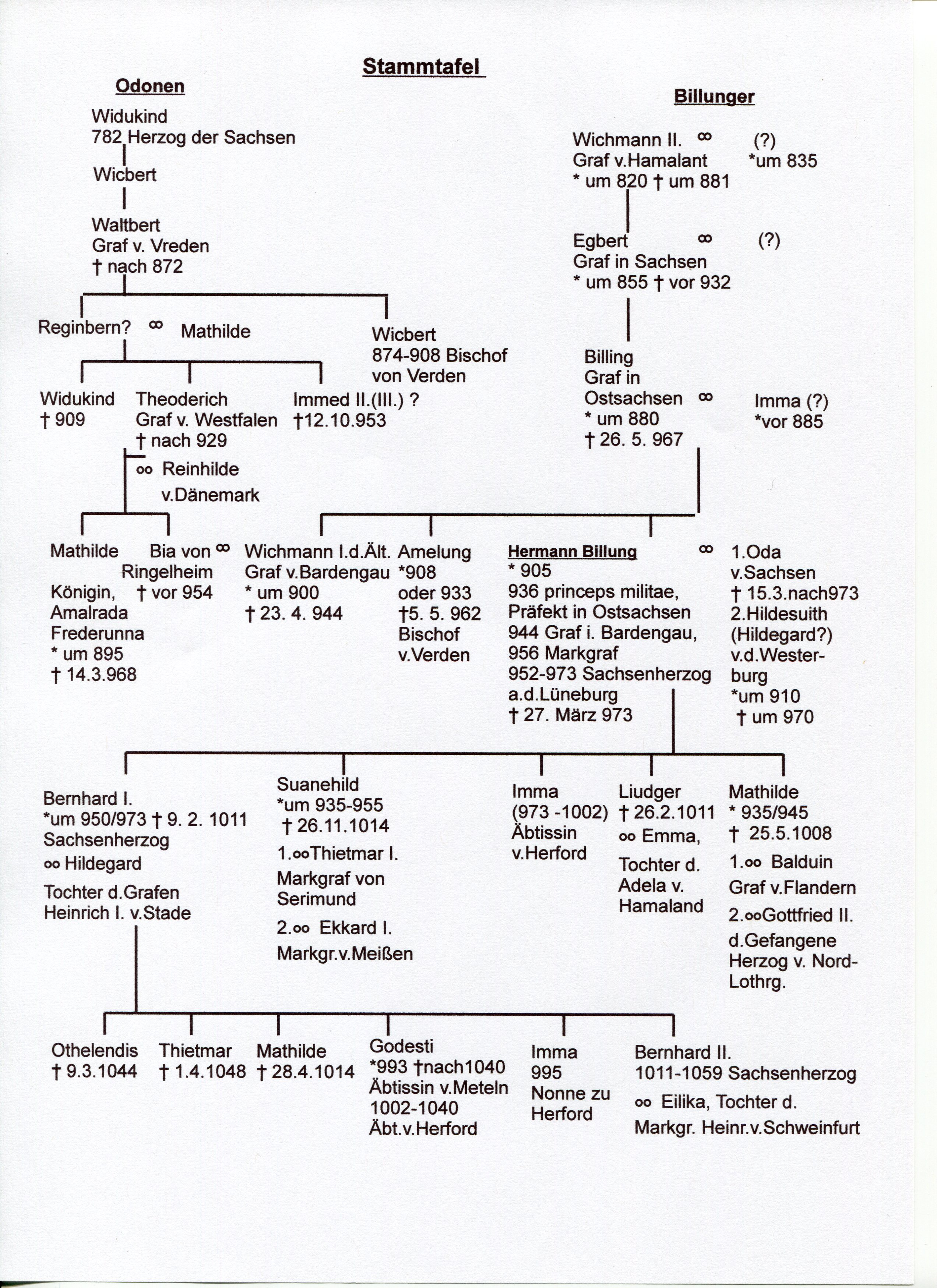
Родословная Биллунгов.

Биллунги — саксонская династия, владевшая рядом феодов в период с IX по XII век.
Первым известным представителем династии считается некий граф Вихман, упомянутый в источниках около 811 года.
В X веке владения рода были сосредоточены в Барденгау вокруг Люнебурга, а также в названной в их честь марке. В середине X века, когда герцоги Саксонии из династии Людольфингов также стали королями Германии, король Оттон Великий постепенно передавал герцогские полномочия в Саксонии Герману Биллунгу. В течение пяти поколений Биллунги были герцогами Саксонии.
В 954 году представитель рода Вихман Биллунг был провозглашен королём восставшего племени полабских славян родариев (ротариев), которое под его руководством вторглось в Саксонию и овладело замком Кокаресцемия. На помощь славянам двинулись венгерские войска, но возле Лехвельда (955) они были разбиты немцами и лехитами. Вскоре были разгромлены и полабы на реке Раксе.
Род угас в 1106 году со смертью Магнуса Биллунга, герцога Саксонии, у которого не осталось сыновей, а владения были разделены между двумя дочерьми. Вульхильда вышла за представителя дома Вельфов, а Эйлика — за члена дома Асканиев. Как итог, впоследствии земли Биллунгов были разделены между Вельфами и Асканиями.